# Мусса Маазу
Уво Мусса Маазу (фр. Ouwo Moussa Maâzou, нар. 25 серпня 1988, Ніамей) — нігерський футболіст, нападник клубу «Етюаль дю Сахель» та національної збірної Нігеру.

## Клубна кар'єра
Народився 25 серпня 1988 року в місті Ніамей. Вихованець армійського клубу АСФАН. За цей клуб дебютував у сезоні 2005/06, забивши в чемпіонаті 17 голів. За підсумками першості був визнаний найкращим футболістом своєї країни. 2007 року перейшов на правах оренди до клубу «Дуейн» з Того, за який відзначився один раз у 8 матчах. Через кілька місяців повернувся в свій рідний клуб, в якому в 2007—2008 роках забив двадцять м'ячів у тридцяти чотирьох матчах. 
У січні 2008 року перебрався в бельгійський клуб «Локерен». Забив, виступаючи за цей клуб, 14 голів у чемпіонаті Бельгії в сезоні 2008/09, ставши найкращим бомбардиром клубу в цьому сезоні. 

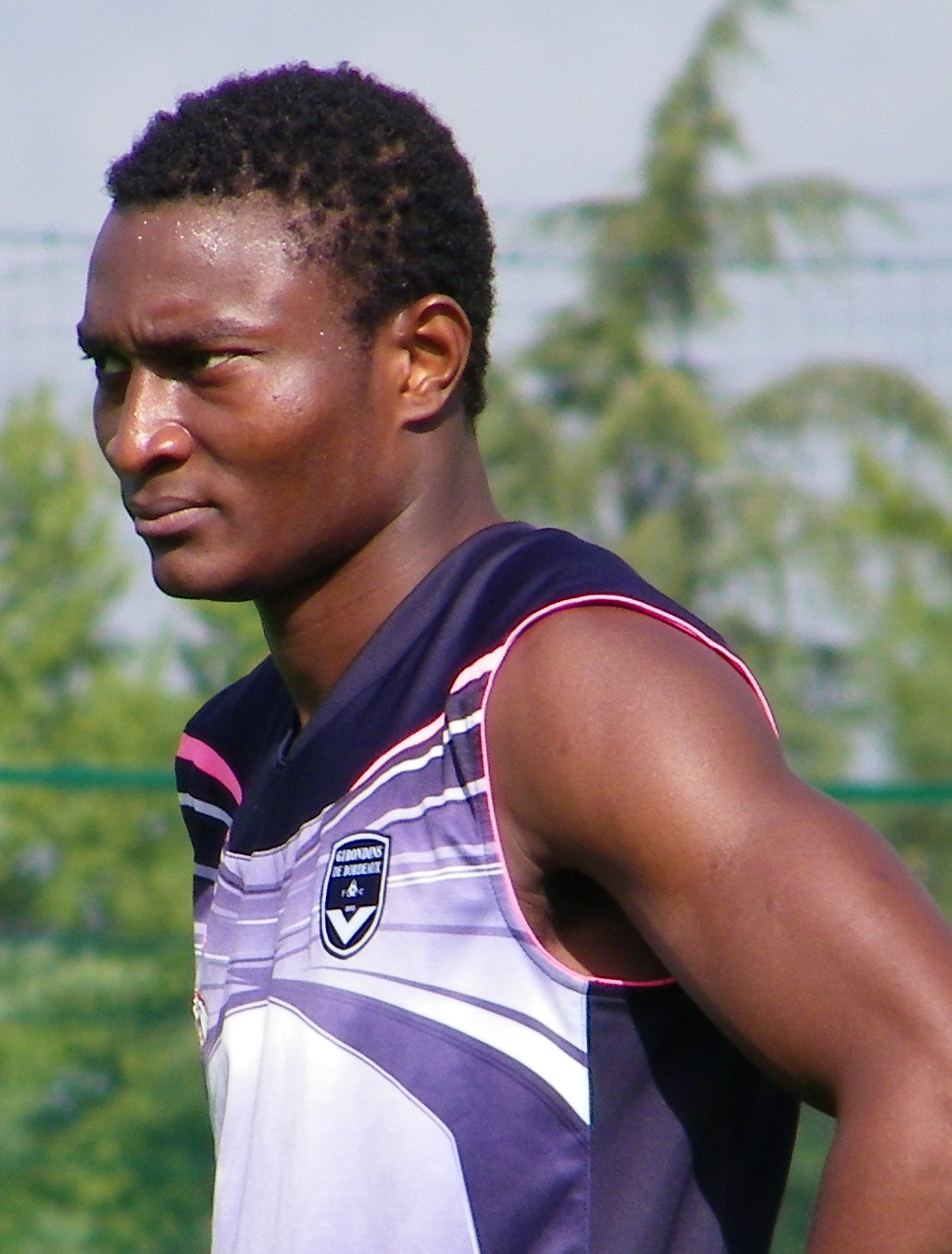
Мусса Маазу під час виступів за «Бордо». 10 вересня 2010 року

3 січня 2009 року підписав п'ятирічний контракт з російським клубом ЦСКА. Відповідно до домовленості Маазу повинен був приєднатися до армійців влітку, але африканець захотів приєднатися до московського клубу негайно. У підсумку трансфер Маазу в ЦСКА відбувся в березні 2009 року. Отримавши новий контракт, Маазу став найбільш високооплачуваним спортсменом Нігеру. За ЦСКА Маазу дебютував 12 квітня 2009 року в 4-му турі Чемпіонату Росії, вийшовши на заміну на 70-й хвилині домашньої гри проти московського «Локомотива», а на 87-й хвилині матчу забив свій перший гол у чемпіонатах Росії, який став четвертим голом його команди в цій грі. Матч закінчився перемогою армійців з рахунком 4:1. Маазу в цій грі отримав оцінку 6,0 (з 10) від газети «Спорт-Експрес». Всього 2009 року Маазу провів за армійців 19 матчів, в яких забив три м'ячі. 
На початку 2010 року був орендований клубом «Монако» на шість місяців. 25 червня 2010 року перейшов у «Бордо». Контракт з французьким клубом укладено на правах оренди з подальшим правом викупу. 
У січні 2011 року, через конфлікт з уболівальниками, був змушений покинути клуб. 29 січня гравець був знову орендований «Монако», за який вже виступав на початку 2010 року. Проте врятувати команду від вильоту з Ліги 1 не зміг. Після «Монако» були дві нетривалі оренди в бельгійський «Зюлте-Варегем» та французький «Ле-Ман». 
6 липня 2012 року підписав контракт з командою «Етуаль дю Сахель», яка виступає в чемпіонаті Тунісу. Наразі встиг відіграти за суську команду 12 матчів у національному чемпіонаті.

## Виступи за збірну
За збірну Нігеру дебютував 31 травня 2008 року в матчі проти збірної Уганди. 
У складі збірної був учасником Кубка африканських націй 2012 року у Габоні та Екваторіальній Гвінеї і Кубка африканських націй 2013 року у ПАР.
Наразі провів у формі головної команди країни 26 матчів, забивши 7 голів.

## Титули і досягнення
- Володар Кубка Росії: 2008-09
- Найкращий футболіст Нігеру: 2006[8]
- Найкращий спортсмен Нігеру: 2007, 2008[8]
- Найкращий футболіст Фландрії: 2008[8]
- Фіналіст Кубка Франції: 2009-10